# AR-57
AR-57は、5.56mm弾を使用するAR-15ライフル（M16自動小銃の民間向けセミオート専用型）を、5.7x28mm弾が使用できるように改造したもので、カービンもしくはPDW（Personal Defense Weapon：個人防御火器、短機関銃の一種ともされる）のカテゴリーに分類される自動火器である。
ARファイブセブン (AR Five Seven) とも呼ばれる。

## 概要
アメリカ合衆国のラインラントアームズ社（Rhineland Arms,Inc）によって設計され、現在はエアロプレシジョン社（AeroPrecision,Inc）によって製造されている改造キットで、AR-15用のレシーバーキットとして、または組み込み済みの完成品として生産・販売されている。
AR-15のアッパーレシーバー、及び銃身部をAR-15本来のものと交換して5.7x28mm弾を発射できるようにするものである。弾倉はFN P90のものを使い、銃の上部に銃身と並行に装着される。
給弾方法もFN P90同様、上部から給弾される方式となっている。発射後、空薬莢はロアー・レシーバーの前部下方、改造前の5.56mm弾マガジン装着口から排出される。弾丸を撃ちきった後のボルトストップ機能は実装されておらず、ロアー・レシーバーのボルトリリースボタン及び本来の5.56mm弾倉用のマガジンキャッチボタンは機能しない。            
上部のピカティニー・レールは狭く、光学照準器などを取り付けるスペースは他の銃火器に比べ少ない。弾倉の脱着の際に干渉するため、全長の長いスコープなどはレールに取り付けられたとしても実用できない欠点がある。このため改良型では前方の弾倉に干渉しないよう、より後方にマウント出来るようレールが後ろ方向に延長されている。